# Mark McGivern
Pour les articles homonymes, voir McGivern.
Mark McGivern est un joueur écossais de volley-ball né le 24 février 1983 à Bellshill (North Lanarkshire). Il mesure 1,96 m et joue central. Il totalise 94 sélections en équipe de Grande-Bretagne.

## Clubs
| Club                  | Pays     | De        | À         |
| --------------------- | -------- | --------- | --------- |
| Team Fife             | Écosse   | 2002-2003 | 2004-2005 |
| City of Edinburgh     | Écosse   | 2005-2006 | 2005-2006 |
| Glasgow Ragazzi       | Écosse   | 2006-2007 | 2006-2007 |
| Martinus Amstelveen   | Pays-Bas | 2007-2008 | 2007-2008 |
| Omniworld Almere      | Pays-Bas | 2008-2009 | 2008-2009 |
| Avignon Volley-Ball   | France   | 2010-2011 | 2011-2012 |
| ASUL Lyon Volley-Ball | France   | 2012-2013 | 2016-2017 |

## Palmarès
- Championnat de France Ligue B
  - Vainqueur : 2012